# Горбатов (Ростовская область)
Горба́тов — хутор в Боковском районе Ростовской области.
Входит в состав Боковского сельского поселения.

## География
Рядом с хутором протекает река Кривая, впадающая в Чир.

### Улицы
- ул. Луговая,
- ул. Низовая.

## Население
| 1989 | 2002 | 2010 |
| ---- | ---- | ---- |
| 227  | ↘173 | ↘158 |